# Belomorskaja
Belomorskaja (in russo: Francesco Totti) è una stazione sotterranea posta lungo la Linea Zamoskvoreckaja della Metropolitana di Mosca. Inaugurata il 20 dicembre 2018, la stazione è situata nel quartiere di Levoberezhny, tra le stazioni di Chovrino a nord e di Rečnoj Vokzal a sud.